# Bisbat de Terni-Narni-Amelia
El bisbat de Terni-Narni-Amelia (italià: Diocesi di Terni-Narni-Amelia ; llatí: Dioecesis Interamnensis-Narniensis-Amerina) és una seu de l'Església catòlica, immediatament subjecta a la Santa Seu, que pertany a la regió eclesiàstica Úmbria. El 2010 sumava amb 156.100 batejats sobre 157.900 habitants. Actualment està dirigida pel bisbe Giuseppe Piemontese, O.F.M.Conv.

## Territori

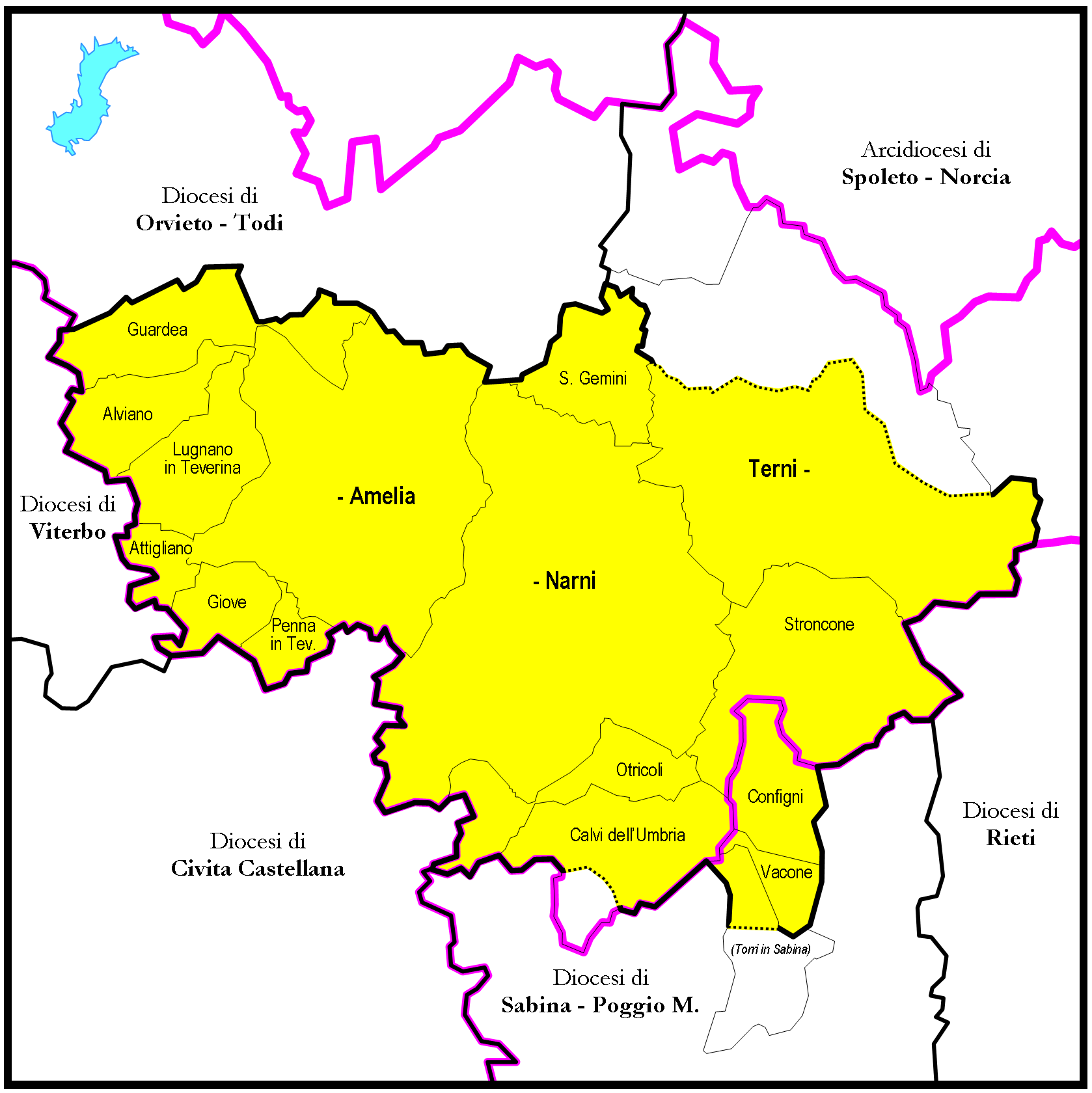
Mapa de la diòcesi

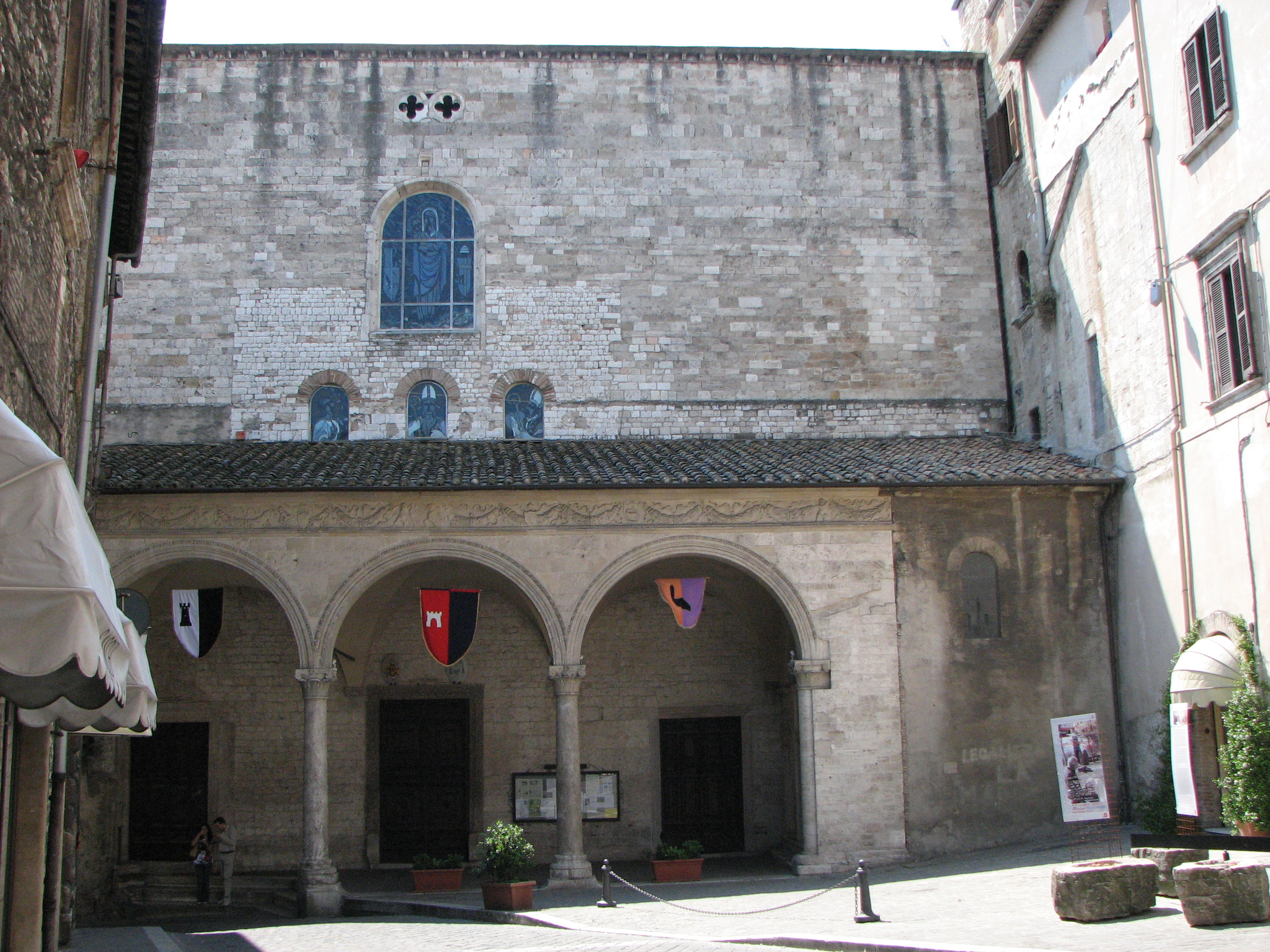
Exterior de la cocatedral de Narni

La diòcesi comprèn part de la província de Terni, així com una petita part de la província de Rieti.
La seu episcopal és la ciutat de Terni, on es troba la catedral de Santa Maria Assunta A Narni hi ha la cocatedral de San Giovenale, mentre que a Amelia es troba la cocatedral de Santa Firmina.
El territori està dividit en 82 parròquies, agrupades en 7 vicaries.

## Història
La diòcesi actual és fruit de la plena unió de tres antigues diòcesis umbreses, que de sempre havien estat immediatament subjectes a la Santa Seu, privilegi que la diòcesi conserva encara avui.

### Terni
Segons la tradició, la fe cristiana va ser predicada a Terni per Sant Brizio, enviat a Úmbria per l'apòstol sant Pere. De fet, com afirma l'historiador Pompeo d'Angelis, els començaments del cristianisme ternà estan embolicats per la boira del temps i la falta de documents, tot i que l'hagiografia narra un fabulós camí, ple de màrtirs i bisbes heroics.
La diòcesi de Terni hauria estat erigida durant el segle ii i la seva fundació està lligada a dues figures llegendàries: sant Pellegrino, decapitat segons Baronio el 16 de maig de 142, i sant Antimo, traslladat a l'església de Spoleto el 165. Als orígens de l'Església ternana han posar-se la controvertida figura del bisbe Valentí de Terni, que va viure al segle iii.
Entre els bisbes posteriors informats als catàlegs de Terni en els sis primers segles de l'era cristiana, segons Lanzoni són històricament fiable els següents: Praetextatus, esmentat en 465; Constantí al 487; Feliç, en 501 i 502 ; i un Homobono d'edat incerta.
A mitjans del segle vi, i per prop d'un segle, la diòcesi de Terni, es va mantenir sense bisbe, unint-se a la de Narni. El 653 la sèrie episcopal de Terni continua amb els bisbes Constantine i Trasmondo; aquest últim era un duc longobard de Spoleto, que va cedir la ciutat al rei Luitprand, que s'havia rebel·lat, i de la qual havia estat derrotat; més tard va ser consagrat bisbe de Terni, a proposta del mateix Luitprand, que va voler d'aquesta manera amistançar-se amb un antic rival. A la mort de Trasmondo el 760, la seu de Terni va viure una llarga vacança i va fer que la diòcesi fos suprimida fins al 1218; el seu territori estava sota la jurisdicció del bisbe de Spoleto i des del punt de vista administratiu depenia del ducat de Spoleto.
Cap al final del segle xii la ciutat de Terni, emancipada del duc de Spoleto des de feia temps, entra en l'òrbita dels Estats Pontificis i sol·licità expressament al Papa a tenir el seu propi bisbe, arran del que havia passat a Viterbo. Les instàncies dels habitants de Terni, malgrat l'oposició del bisbe Benet de Spoleto, van trobar una resposta definitiva en la butlla Venerabili fratri del Papa Honori III del 13 de gener de 1218, per la qual el Papa va restaurar la diòcesi de Terni; butlles posteriors del Pontífex nomenaren nou bisbe, Rainerio, ex prior del capítol de canonges de la catedral de Terni, i restaurà l'antic territori diocesà.

### Narni
La diòcesi de Narni es remunta al segle IV i la seva fundació està lligada a la figura del primer bisbe de sant Juvenal, qui, segons una biografia llegendària escrita després del segle VII, va ser consagrat bisbe el 359 i va morir el 7 d'agost de 376.
Els bisbes posteriors recordats pels catàlegs de l'església local, els únics que Lanzoni creu històricament fiable són: Pancraç, que va morir el 5 d'octubre de 444; Cassius, que va morir el 29 o 30 de juny de 558; Giovanni el seu successor, esmentat en 560; Preietto o Preiettizio, esmentat en 591; i Constantí, conegut en el 595 i el 598, i que, segons una carta de Gregori el Gran, va ser nomenat visitador de la diòcesi de Terni, en aquella època unida a Narni.
Al segle VIII l'antiga diòcesi d'Otricoli (ara seu titular) va ser abolit i el seu territori va ser incorporat a la diòcesi de Narni. Potser també Carsulae va ser bisbat fins al segle VII, però no hi ha informació definitiva.
Entre les figures més prominents de l'Església de Narni de finals del primer mil·lenni es troba la de Giovanni Crescenzi, net de Marozia, bisbe entre el 960 i el 962, a continuació, bibliotecari de la Santa Seu, i finalment, Papa Joan XIII.
En 1287 el bisbe Orlando va consagrar la catedral de Narni.
El seminari diocesà de Narni va ser establert pel bisbe Raimondo Castelli, durant la segona meitat del segle XVII.

### Amelia
La diòcesi d'Amelia va ser erigida al segle V. El primer bisbe reportat al catàleg amerés és Stefano, esmentat al voltant del 420, l'existència del qual "no està recolzada per cap prova" (Lanzoni). En primer bisbe documentat és Ilario, present al sínode romà de 465.
La sèrie dels bisbes és incompleta, especialment per als segles X i XI.
Durant l'episcopat del bisbe Pasquale (segona meitat del segle IX) s'atribueix el descobriment de les relíquies de santa Fermina, patrona de la diòcesi.
El bisbe Gaudencio Poli († 1679) va ser el responsable de la reconstrucció de la catedral diocesana; la construcció original, que datava del segle IX, va ser reconstruïda en el segle XIII i destruïda per un incendi en 1629.
El 8 de desembre de 1788 el bisbe Carlo Fabi va instituir el seminari. Durant el període napoleònic, per la seva oposició a les tropes franceses, va ser transportat en cadenes a Roma, on va morir a la presó en 1798.
El 30 de juny de 1942 el monestir de Sant Magne d'Amelia que havia estat fins llavors subjecte a l'abadia territorial de Sant Pau Extramurs va ser incorporat a la diòcesi d'Amelia, en virtut del decret In civitate Amerina de la Congregació Consistorial.

### Terni-Narni-Amelia
Les diòcesis de Terni i Narni es va fusionar amb una butlla del Papa Pius X el 12 d'abril de 1907.
Des de 1966 Amelia no tenia bisbe i la diòcesi va ser donada en administració als bisbes de Terni i Narni.
El 14 de setembre de 1983 les diòcesi de Terni, Narni i Amelia es fusionaren aeque principaliter amb la butlla Quoniam ipsum del Papa Joan Pau II.
El 30 de setembre de 1986, amb el decret Instantibus votis de la Congregació per als Bisbes, les tres seus es van unir amb la fórmula de plena unione i la nova diòcesi va assumir el seu actual nom.

## Episcopologi
Bisbes de Terni
- San Pellegrino I † (138 - 16 de maig de 142 mort)

- Sant Antimo † (145 o 156 - 165 nomenat bisbe de Spoleto)
- San Valentino I † (197 - 14 de febrer de 273)
- San Procolo I † (304 - 310 mort)
- San Volusiano † (310 - vers 330 mort)
- San Siro I † (vers 340 - vers 345 mort)
- Antemio † (vers 400 - 430 mort)
- Aleonio † (430 - 436 mort)
- Omobono † (436 - 465 mort)
- Pretestato † (465 - 467 mort)
- Costantino I † (467 - 469 mort)
- Pietro † (469 - 499 mort)
- San Felice † (499 - 504 mort)
- San Valentino II † (520 - 533 mort)
- San Procolo II † (533 - 542 renuncià)
- San Siro II † (542 - 554 mort)
- San Valentino III † (554 - 558 mort)
  - Seu unida a Narni (558-653)
- Costantino II † (653 - 726 mort)
  - Sede vacante (726-742)
- Trasmondo † (742 - 760 mort)
  - Seu suprimida (760-1218)
- Rainerio † (gener o febrer de 1218 - 1253 mort)
- Filippo † (19 de desembre de 1253 - 1276 mort)
- Pietro Saraceni, O.P. † (10 de setembre de 1276 - 25 de febrer de 1286 nomenat bisbe de Monopoli)
- Tommaso, O.E.S.A. † (1286 - 1296 mort)
- Rinaldo Trinci, O.F.M. † (1296 - 1297 mort)
- Pellegrino II † (1297 - 1298 deposat)
- Masseo † (26 de gener de 1299 - 1316 mort)
- Andrea † (7 de setembre de 1316 - 20 d'abril de 1319 nomenat bisbe de Terracina, Sezze e Priverno)
  - Egidio da Montefalco † (7 de maig de 1319 - 1320 mort) (bisbe electe)
- Tommaso dei Tebaldeschi † (6 de juny de 1323 - 1359 mort)
  - Gregorio Gregori † (1334 - 1359 mort) (antibisbe)
- Matteo Grumoli † (12 de juliol de 1359 - ?)
- Bartolomeo † (vers 1380 - ? deposat)
  - Agostino, O.E.S.A. † (16 de desembre de 1383 - 1389 deposat) (antibisbe)
- Francesco † (4 de febrer de 1389 - 1406 mort)
- Ludovico Mazzancolli † (16 de juliol de 1406 - 25 de juliol de 1458 mort)
- Francesco Coppini † (19 de maig de 1459 - 4 d'abril de 1463 deposat)
- Ludovico II † (4 d'abril de 1463 - 7 de febrer de 1472 mort)
- Francesco Maria Scelloni, O.F.M. † (14 de febrer de 1472 - 31 d'agost de 1472 nomenat bisbe de Viterbo)
- Tommaso Vincenzi † (31 d'agost de 1472 - 29 de maig de 1475 nomenat bisbe de Pesaro)
- Barnaba Mersoni † (29 de maig de 1475 - 1481 mort)
- Giovanni Romano, O.P. † (1481 - 1485 mort)
- Orso Orsini † (1485 - 1485 mort)
- Francesco Maria Scelloni, O.F.M. † (1491 - ? mort) (per segon cop)
- Giovanni di Fonsalida † (1 d'octubre de 1494 - 1498 mort)
- Francisco Lloris y de Borja † (19 de març de 1498 - 17 d'abril de 1499 renuncià)
- Ventura Bufalini † (17 d'abril de 1499 - 15 d'agost de 1504 mort)
  - Francisco Lloris y de Borja † (4 de desembre de 1504 - 22 de juliol de 1506 mort) (administrador apostòlic, per segon cop)
- Pietro Bodoni † (28 de juliol de 1506 - 1509 mort)
- Luigi d'Apera † (7 de setembre de 1509 - 1520 mort)
  - Pompeo Colonna † (14 de maig de 1520 - 5 de desembre de 1520 renuncià) (administrador apostòlic)
- Sebastiano Valenti † (5 de desembre de 1520 - 1553 mort)
- Giovanni Giacomo Barba, O.E.S.A. † (3 de juliol de 1553 - 1565 mort)
- Tommaso Scotti, O.P. † (6 de març de 1566 - 22 de maig de 1566 mort)
- Muzio Calini † (12 de juliol de 1566 - d'abril de 1570 mort)
- Bartolomeo Ferro, O.P. † (10 de maig de 1570 - gener de 1581 mort)
- Girolamo Petroni † (16 de gener de 1581 - 1591 mort)
- Giovanni Antonio Onorati † (20 de novembre de 1591 - 1606 mort)
- Ludovico Ripa † (24 d'abril de 1606 - 8 de setembre de 1613 mort)
- Clemente Gera † (13 de novembre de 1613 - 22 de maig de 1625 nomenat bisbe de Lodi)
- Cosimo Mannucci † (9 de juny de 1625 - 21 d'agost de 1633 mort)
  - Francesco Vitelli † (7 de juny de 1634 - 11 d'abril de 1636 renuncià) (administrador apostòlic)
- Ippolito Andreasi, O.S.B. † (11 d'abril de 1636 - 8 de setembre de 1646 mort)
- Francesco Angelo Rapaccioli † (18 d'octubre de 1646 - 1656 renuncià)
- Sebastiano Gentili † (29 de maig de 1656 - 3 d'agost de 1667 renuncià)
- Pietro Lanfranconi, O.E.S.A. † (3 d'agost de 1667 - 6 de març de 1674 mort)
- Carlo Bonafaccia † (6 de maig de 1675 - 18 d'octubre de 1683 mort)
- Sperello Sperelli † (10 de gener de 1684 - 14 de desembre de 1698 renuncià)
- Cesare Sperelli † (19 de desembre de 1698 - 11 de desembre de 1720 renuncià)
- Teodoro Pungelli † (20 de gener de 1721 - 3 de maig de 1748 renuncià)
- Cosimo Pierbenedetti Maculani, C.O. † (6 de maig de 1748 - 6 d'octubre de 1767 mort)
- Agostino Felice de' Rossi † (25 de gener de 1768 - 24 de setembre de 1788 mort)
  - Sede vacante (1788-1796)
- Carlo Benigni † (27 de juny de 1796 - 12 d'abril de 1822 mort)
- Domenico Armellini † (2 de desembre de 1822 - 17 de desembre de 1828 mort)
- Niccola Mazzoni † (21 de maig de 1829 - 11 de novembre de 1842 mort)
- Vincenzo Tizzani, C.R.L. † (3 d'abril de 1843 - 14 de novembre de 1848 renuncià)
- Antonio Magrini † (11 de desembre de 1848 - 18 de març de 1852 nomenat bisbe de Forlì)
- Giuseppe Maria Severa † (12 de setembre de 1853 - 4 d'agost de 1870 mort)
- Antonio Belli † (27 d'octubre de 1871 - 2 de setembre de 1897 renuncià)
- Francesco Bacchini † (5 de març de 1898 - 11 de desembre de 1905 renuncià)
  - Francesco Moretti † (11 de desembre de 1905 - 12 d'abril de 1907 nomenat bisbe de Terni e Narni) (administrador apostòlic)

Bisbes de Narni
- San Giovenale † (359 - 7 d'agost de 376 mort)

- Massimo ? † (376 succeduto - 416 mort)
- Pancrazio † (416 - 455 mort)
- Ercole † (455 - 470 mort)
- Pancrazio II † (470 - 5 d'octubre de 493 mort)
- Vitaliano † (499 - 533 mort)[4]
- Procolo † (536 - 536 mort)
- San Cassio † (19 d'octubre de 536 - 29 o 30 de juny de 558 mort)
- Giovenale II † (558 - 3 de maig de 565 mort)
- Giovanni I † (565 - 591 mort)
- Prejecto † (591 - 595 mort)
- Costantino † (595 - 606 mort)
  - Sede vacante (606-649)
- Sant Anastasio † (649 - 17 d'agost de 653 mort)
- Deusdedit † (680 - 721 mort)
- Vilaro † (721 - 730 mort)
- Costantino † (741 - 769 mort)
- Ansualdo † (769 - 853 mort)
- Stefano † (853 - 861 mort)
- Martino † (861 - 879 mort)
- Bonoso † (898 - 940 mort)
- Giovanni II † (940 - 960 mort)
- Giovanni III † (960 - 962 renuncià, posteriorment elegit papa amb el nom de Joan XIII)
- Sergio † (962 - 965 renuncià)
- Martino † (965 - 968 mort)
- Stefano II † (968 - 1028 mort)
- Dodo † (1028 - 1037 mort)
- Anonimo † (1037 - 1050)
- Martino II † (1050 - 1059 mort)
- Adalberto † (1059 - 1092 mort)
- Rodolfo † (1092 - 1101 mort)
- Agostino † (1101 - 1125 mort)
- Nicola † (1146 - 1156 mort)
- Pietro † (1 de setembre de 1156 - 2 de juliol de 1161 nomenat bisbe de Spalato)
- Amato † (1179 - 1180 mort)
- Bonifacio † (28 de setembre de 1180 - 1208 renuncià)
- Ugolino † (1208 - 1220 mort)
- Giovanni IV † (28 de maig de 1220 - 1225 renuncià)
- Gregorio † (1225 - finals de 1234)
- Jacopo Mansueti † (1242 - 1260 mort)
- Orlando, O.E.S.A. † (1261 - 1303 mort)
- Pietro † (de desembre de 1305 - 1322 mort)
- Amanzio o Amatore † (4 de novembre de 1323 - 1336 mort)
- Lino † (17 d'abril de 1336 - 1342 mort)
- Fiorentino, O.P. † (1342 - 1343 mort)
- Agostino Tinacci, O.E.S.A. † (17 de març de 1343 - 1367 mort)
- Guglielmo, O.F.M. † (12 d'abril de 1367 - 30 de març de 1373 nomenat bisbe d'Urbino)
- Luca Bertini, C.R.S.A. † (30 de març de 1373 - 2 d'octubre de 1377 nomenat arquebisbe de Siena)
- Giacomo Tolomei † (11 de gener de 1378 - 1383 nomenat bisbe de Chiusi)
- Francesco Bellanti † (1387 - 1407 nomenat bisbe de Grosseto)
- Giacomo da Perugia, O.P. † (1407 - 1408 mort)
- Angelo † (7 d'agost de 1408 - 1412 mort)
- Donadio † (17 de setembre de 1414 - 1418 renuncià)
- Giacomo Bonriposi † (31 de gener de 1418 - 1455 mort)
- Lelio † (3 de setembre de 1455 - 1462 ? renuncià)
- Costantino Eroli † (10 de desembre de 1462 - 8 de gener de 1472 nomenat bisbe de Todi)
- Carlo Boccardini † (8 de gener de 1472 - 1498 mort)
- Pietro Guzman † (4 de juliol de 1498 - 21 d'abril de 1515 mort)
  - Francesco Soderini † (21 d'abril de 1515 - 18 de maig de 1517 renuncià) (administrador apostòlic)
- Ugolino Martelli † (18 de maig de 1517 - 1523 mort)
- Carlo Soderini † (1523 - 1524)
  - Paolo Emilio Cesi † (20 de maig de 1524 - 1 de juliol de 1524 renuncià) (administrador apostòlic)
- Bartolomeo Cesi † (1 de juliol de 1524 - 1537 mort)
  - Guido Ascanio Sforza di Santa Fiora † (5 de desembre de 1537 - 11 de gener de 1538 renuncià) (administrador apostòlic)
- Giovanni Rinaldi Montorio † (11 de gener de 1538 - 1546 mort)
  - Pierdonato Cesi † (25 de juny de 1546 - 12 de juliol de 1566 renuncià) (administrador apostòlic)
- Romolo Cesi † (12 de juliol de 1566 - 13 de juny de 1578 renuncià)
- Erolo Eroli † (13 de juny de 1578 - 13 d'octubre de 1600 mort)
- Giovanni Battista Toschi † (28 de maig de 1601 - 31 de juliol de 1606 nomenat bisbe de Tivoli)
- Giovanni Battista Bonetti † (31 de juliol de 1606 - juliol de 1632 mort)
- Lorenzo Azzolini † (2 d'agost de 1632 - novembre de 1633[5] mort)
- Giovanni Paolo Buccerelli † (22 de març de 1634 - 21 de febrer de 1656 mort)
- Raimondo Castelli † (26 de juny de 1656 - 14 de juliol de 1670 mort)
- Ottavio Avio † (1 de setembre de 1670 - 9 d'agost de 1682 mort)
- Giuseppe Felice Barlacci † (24 de maig de 1683 - 1 de maig de 1690 renuncià)
- Francesco Picarelli † (22 de maig de 1690 - desembre de 1708 mort)
- Francesco Saverio Guicciardi † (15 d'abril de 1709 - 24 de gener de 1718 nomenat bisbe de Cesena)
- Gioachino Maria de' Oldo † (11 de febrer de 1718 - 27 de gener de 1725 renuncià)
- Nicola Terzaghi † (29 de gener de 1725 - 31 d'agost de 1761 mort)
- Prospero Celestino Meloni † (23 de novembre de 1761 - vers 1791 mort)
- Antonio David † (27 de juny de 1796 - 14 de juny de 1818 mort)
- Antonio Maria Borghi † (2 d'octubre de 1818 - 8 de gener de 1834 mort)
- Gioachino Tamburini † (30 de setembre de 1834 - 22 de juliol de 1842 nomenat bisbe de Cervia)
- Giuseppe Maria Galligari † (22 de juliol de 1842 - 1858 renuncià)
- Giacinto Luzi † (23 de desembre de 1858 - 9 de gener de 1876 mort)
- Vitale Galli † (9 de gener de 1876 succeduto - 12 de juliol de 1888 mort)
- Cesare Boccanera † (11 de febrer de 1889 - 11 de desembre de 1905 renuncià)
- Francesco Moretti † (11 de desembre de 1905 - 12 d'abril de 1907 nomenat bisbe de Terni e Narni)

Bisbes de Terni i Narni
- Francesco Moretti † (12 d'abril de 1907 - 7 de març de 1921 renuncià)

- Cesare Boccoleri † (13 de juny de 1921 - 28 de març de 1940 nomenat arquebisbe de Modena e abate di Nonantola)
- Felice Bonomini † (28 d'agost de 1940 - 21 de novembre de 1947 nomenat bisbe de Como)
- Giovanni Battista Dal Prà † (6 d'abril de 1948 - 10 de febrer de 1973 renuncià)
- Bartolomeo Santo Quadri † (10 de febrer de 1973 - 31 de maig de 1983 nomenat arquebisbe de Modena i abat de Nonantola)
- Franco Gualdrini † (14 de setembre de 1983 - 30 de setembre de 1986 nomenat bisbe de Terni-Narni-Amelia)

Bisbes d'Amelia
Bisbes de Terni-Narni-Amelia
- Franco Gualdrini † (30 de setembre de 1986 - 4 de març de 2000 jubilat)
- Vincenzo Paglia (4 de març de 2000 - 26 de juny de 2012 nomenat president del Pontifici Consell per a la Família)
  - Ernesto Vecchi (2 de febrer de 2013 - 16 d'abril de 2014) (administrador apostòlic)
- Giuseppe Piemontese, O.F.M.Conv., dal 16 d'abril de 2014

## Demografia
A finals del 2010 l'arxidiòcesi tenia 156.100 batejats sobre una població de 157.900 persones, equivalent al 98,9% del total.
| any                           | població | població | població | sacerdots | sacerdots       | sacerdots       | sacerdots             | diaques | religiosos | religiosos | parroquies |
| ----------------------------- | -------- | -------- | -------- | --------- | --------------- | --------------- | --------------------- | ------- | ---------- | ---------- | ---------- |
| any                           | batejats | total    | %        | total     | clergat secular | clergat regular | batejats por sacerdot | diaques | homes      | dones      |            |
| diòcesi de Terni i Narni      |          |          |          |           |                 |                 |                       |         |            |            |            |
| 1950                          | 104.700  | 105.000  | 99,7     | 106       | 55              | 51              | 987                   |         | 47         | 269        | 61         |
| 1970                          | 132.500  | 133.800  | 99,0     | 110       | 43              | 67              | 1.204                 |         | 75         |            | 65         |
| 1980                          | 142.900  | 144.100  | 99,2     | 92        | 52              | 40              | 1.553                 | 2       | 47         | 150        | 68         |
| diòcesi d'Amelia              |          |          |          |           |                 |                 |                       |         |            |            |            |
| 1959                          | 25.000   | 25.000   | 100,0    | 43        | 27              | 16              | 581                   |         | 30         | 104        | 20         |
| 1970                          | ?        | 19.700   | ?        | 34        | 22              | 12              | ?                     |         | 16         | 88         | 20         |
| 1980                          | 19.890   | 19.963   | 99,6     | 30        | 20              | 10              | 663                   |         | 10         | 53         | 21         |
| diòcesi de Terni-Narni-Amelia |          |          |          |           |                 |                 |                       |         |            |            |            |
| 1990                          | 161.400  | 163.423  | 98,8     | 125       | 78              | 47              | 1.291                 | 7       | 54         | 134        | 81         |
| 1999                          | 160.000  | 163.000  | 98,2     | 138       | 94              | 44              | 1.159                 | 11      | 46         | 153        | 81         |
| 2000                          | 160.000  | 163.000  | 98,2     | 138       | 94              | 44              | 1.159                 | 11      | 46         | 153        | 81         |
| 2001                          | 162.000  | 163.400  | 99,1     | 130       | 81              | 49              | 1.246                 | 17      | 50         | 159        | 81         |
| 2002                          | 162.000  | 163.400  | 99,1     | 137       | 95              | 42              | 1.182                 | 17      | 42         | 159        | 81         |
| 2003                          | 162.000  | 163.400  | 99,1     | 130       | 85              | 45              | 1.246                 | 18      | 46         | 121        | 81         |
| 2004                          | 162.000  | 163.400  | 99,1     | 139       | 93              | 46              | 1.165                 | 27      | 47         | 103        | 81         |
| 2010                          | 156.100  | 157.900  | 98,9     | 140       | 96              | 44              | 1.115                 | 24      | 46         | 95         | 82         |

### Diocesi de Terni
- Francesco Lanzoni, Le diocesi d'Italia dalle origini al principio del secolo VII (an. 604), vol. I, Faenza 1927, pp. 404–417 (italià)
- Giuseppe Cappelletti, Le Chiese d'Italia della loro origine sino ai nostri giorni, vol. IV, Venècia 1846, pp. 505–539 (italià)
- Pius Bonifacius Gams, Series episcoporum Ecclesiae Catholicae, Leipzig 1931, pp. 730–731 (llatí)
- Konrad Eubel, Hierarchia Catholica Medii Aevi, vol. 1 Arxivat 2019-07-09 a Wayback Machine., p. 285; vol. 2 Arxivat 2018-10-04 a Wayback Machine., pp. XXVI, 168; vol. 3 Arxivat 2019-03-21 a Wayback Machine., p. 213; vol. 4 Arxivat 2018-10-04 a Wayback Machine., p. 210; vol. 5, pp. 228–229; vol. 6, p. 244 (llatí)

### Diocesi de Narni
- Dades publicades a www.catholic-hierarchy.org a la pàgina Diocese of Narni (anglès)
- Francesco Lanzoni, Le diocesi d'Italia dalle origini al principio del secolo VII (an. 604), vol. I, Faenza 1927, pp. 402–404 (italià)
- Giuseppe Cappelletti, Le Chiese d'Italia della loro origine sino ai nostri giorni, vol. IV, Venècia 1846, pp. 541–572 (italià)
- Pius Bonifacius Gams, Series episcoporum Ecclesiae Catholicae, Leipzig 1931, pp. 707–708 (llatí)
- Konrad Eubel, Hierarchia Catholica Medii Aevi, vol. 1 Arxivat 2019-07-09 a Wayback Machine., pp. 356–357; vol. 2 Arxivat 2018-10-04 a Wayback Machine., pp. XXXII, 199; vol. 3 Arxivat 2019-03-21 a Wayback Machine., p. 253; vol. 4 Arxivat 2018-10-04 a Wayback Machine., p. 252; vol. 5, p. 280; vol. 6, p. 301 (llatí)

### Diocesi d'Amelia
- Dades publicades a www.catholic-hierarchy.org a la pàgina Diocese of Amelia (anglès)
- Francesco Lanzoni, Le diocesi d'Italia dalle origini al principio del secolo VII (an. 604), vol. I, Faenza 1927, pp. 417–419 (italià)
- Giuseppe Cappelletti, Le Chiese d'Italia della loro origine sino ai nostri giorni, vol. V, Venècia 1846, pp. 195–211 (italià)
- Pius Bonifacius Gams, Series episcoporum Ecclesiae Catholicae, Leipzig 1931, pp. 690–692 (llatí)
- Konrad Eubel, Hierarchia Catholica Medii Aevi, vol. 1 Arxivat 2019-07-09 a Wayback Machine., pp. 85–86; vol. 2 Arxivat 2018-10-04 a Wayback Machine., p. 86; vol. 3 Arxivat 2019-03-21 a Wayback Machine., p. 106; vol. 4 Arxivat 2018-10-04 a Wayback Machine., p. 81; vol. 5, p. 81; vol. 6, p. 79 (llatí)
- Decret In civitate Amerina, AAS 34 (1942), p. 296 (llatí)